# 方成珪

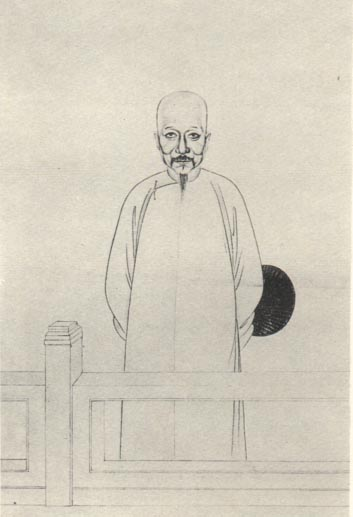
《清代學者象傳》之方成珪

方成珪，字國憲、號雪齋，浙江省溫州府瑞安縣人，清朝作家。
嘉庆十三年（1808年），鄉試中舉，任景山官學教習。后升任海甯州學正、寧波府教授。著有《干常侍易注疏證》、《集韻考正》、《字鑑校注》、《韓集箋正》、《寶研齋詩鈔》。